# Грб Чилеа
Грб Чилеа је званични хералдички симбол јужноамеричке државе Чиле. Грб је дизајнирао британски уметник Чарлс Вуд Тејлор 1834. године.

## Опис грба
Грб се састоји од штита којег подржавају кондор и јелен хипокамелус. Штит је подељен на две половине, горња је плава, а доња црвена, а у средини је сребрна петокрака звезда. Кондор је најзначајнија птица Анда, док је јелен хипокамелус једна од најређих животиња на чилеанској територији. Обе животиње на главама имају златну круну, симбол херојских дела чилеанске морнарице на Тихом океану.
Изнад штита налазе се три пера плаве, сребрне и црвене боје. То је симбол бивших председника, који су носили пера на својим шеширима. Испод штита је сребрна трака са државним геслом „Por la razón o la fuerza“ (Разумом или силом).

## Историјски грбови
- Први грб (1812)
- Други грб (1819)